# Acanthagrion yungarum
Acanthagrion yungarum är en trollsländeart som beskrevs av Friedrich Ris 1918. Acanthagrion yungarum ingår i släktet Acanthagrion och familjen dammflicksländor. Inga underarter finns listade i Catalogue of Life.